# 塔瓦基谷

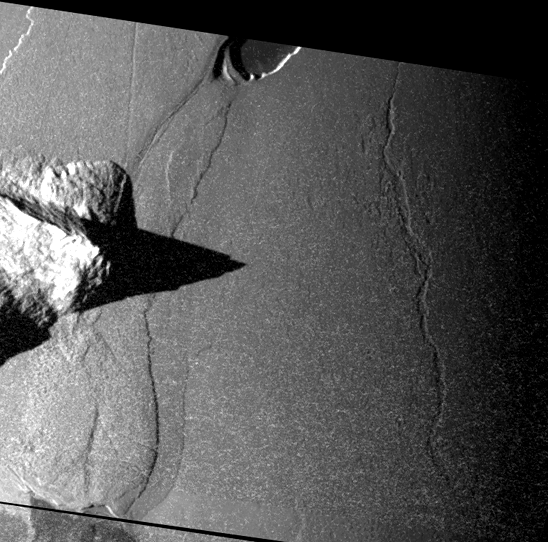
1999年11月伽利略探测器拍摄的塔瓦基谷照片。图片右侧的山谷大致呈南北走向，北为上。阳光从左边照亮了地表。

塔瓦基谷（Tawhaki Vallis）是木星的卫星-木卫一上的一道浅谷，位于木卫一前导半球米底亚区赤道平原北纬0.5°、西经72.8°处。该谷长190公里，宽0.5至6公里，深约40至65米。由于深度较浅，缺乏亮度或与之相关的颜色变化，1999年11月26日伽利略探测器在与木卫一交会时，仅从所拍摄的一幅高空间分辨率照片中看到了塔瓦基谷。因该山谷的北南两端分别被北面视界和晨昏圈遮蔽，所以塔瓦基谷实际长度可能比测量的更长。2006年，国际天文联合会以邻近的一座火山-“塔瓦基火山口”及毛利神话中的闪电神“塔瓦基”（Tāwhaki）正式命名为塔瓦基谷。
对塔瓦基谷地形的分析表明，它很可能是一条熔岩通道，为热蚀作用在米底亚区的平原上形成的侵蚀。该通道呈辫状，中间矗立着高耸的“孤岛”，通道宽度因地形或平原基岩的不同而变化不定。 因为通道的底表比周围平原低，以前流经通道的熔岩通过热蚀作用切割而成，而非由冷却的熔岩所构成。塔瓦基谷是一条熔岩通道而非一道流体的理论也得到了通道两侧缺乏岸堤的支持，而岸堤恰恰是沿200公里长通道流过的岩浆隔绝辐射冷却和冷传导所需的。但就像月球上的哈德利月溪，通道平坦的底表以及附近缺少洞坑链也排除了塔瓦基谷是一条坍塌熔岩管的可能。根据熔岩和平原基岩的成分，塔瓦基谷可能在400-600天内形成（对于流经超镁铁质平原的超镁铁质熔岩而言）；10-60天（硫磺熔岩流流过硫磺平原），或者当高温熔岩流过熔点低得多的岩床时，只需数小时到数天，例如超镁铁质熔岩流过主要由硫组成的平原。考虑到要流经如此长距离所需的流动性熔岩，以及要蚀刻出这种通道所需的熔岩持续喷发时间，后一种情况（高温熔岩流过熔点更低的表面）被认为是最可能的。
在札巴巴和厄玛孔火山口（Emakong Patera）附近也观察到了与塔瓦基谷类似的通道，这些通道显然与它们各自的火山有关，但根据现有图像，尚不能确定塔瓦基火山口的喷发是否为塔瓦基谷的形成原因。